# Revista de cine
Revista de cine va ser un programa de crítica cinematogràfica emès per Televisió Espanyola entre el 6 de gener de 1974 i 1981. Era presentat pels periodistes i crítics cinematogràfics Alfonso Eduardo i Alfonso Sánchez, que van rebre una menció especial a les Medalles del Cercle d'Escriptors Cinematogràfics de 1981. Per la seva banda, Alfonso Eduardo també va rebre un dels premis Ondas 1978 per la seva direcció del programa. Va contribuir a l'acceptació popular d'aquesta mena de programes entre els televidents espanyols, i seria substituït el 1982 per Cine de medianoche.